# Il giuocatore
Il giuocatore è un'opera teatrale in tre atti di Carlo Goldoni scritta nel 1750 ed è una delle sedici commedie che il commediografo veneziano - a seguito di una scommessa con il pubblico veneziano - si impegnò a scrivere in un solo anno per l'impresario Girolamo Medebach.

## Trama
L'azione si svolge a Venezia. Il giovane Florindo Aretusi è ossessionato dal gioco d'azzardo, e trascorre intere notti al casino di mastro Brighella dove alterna vincite e perdite di ingenti somme. Florindo è promesso sposo di Rosaura, figlia di Pantalone de'Bisognosi, un ricco mercante; nonostante il giovane ami molto la fanciulla, si è promesso anche all'infida Beatrice, sua amante. Il futuro suocero ha posto come condizione per il matrimonio che egli smetta per sempre di giocare, ma nonostante le buone intenzioni Florindo ricasca sempre nel vizio del gioco.
In città giunge Tiburzio, un abilissimo baro, che fa cadere Florindo in una trappola: spingendolo a giocare contro il facoltoso Lelio, gli vince moltissimi soldi. Florindo è quindi costretto a circuire Gandolfa, l'anziana zia di Rosaura, che sedotta dalle sue mille moine gli presta del denaro (suscitando la gelosia di Pancrazio, il suo vecchio spasimante). Tuttavia Florindo perde anche questa somma giocando contro Lelio e Tiburzio.
A questo punto Florindo è ormai ossessionato dall'idea di rifarsi vincendo una grossa somma, ma non gli è rimasto più nulla da puntare; approfittando di una visita di Rosaura, le sottrae con l'inganno una preziosa collana appartenuta a sua madre, e la mette in palio al tavolo da gioco, ovviamente perdendola subito dopo. Sfortuna vuole che Lelio e Tiburzio, alla ricerca di un ricettatore, si imbattano proprio in Pantalone: il mercante riconosce il gioiello e va su tutte le furie. I due bari sono costretti a cedergli la collana, non prima di aver rivelato all'uomo come ne siano entrati in possesso: Pantalone comprende così che Florindo è ancora ossessionato dal gioco e decide di rompere il fidanzamento.
Per una serie di peripezie, Beatrice e Rosaura si incontrano a casa di Florindo, e ciascuna delle due sostiene di essere la futura moglie del giovane. Beatrice, decisa ad approfittare di questa occasione, finge di strappare la lettera con cui Florindo si impegnava a sposarlo, spingendo Rosaura a fare altrettanto. Nel frattempo Tiburzio, furioso per l'affare della collana, rintraccia Florindo e lo massacra di botte, avvertendolo che se non pagherà il suo debito di gioco lo ucciderà. Nel bel mezzo di tutte queste vicende Lelio, avendo scoperto le macchinazioni di Tiburzio, decide di restituire a Florindo quanto gli ha disonestamente vinto, e affida a Pantalone il denaro pregandogli di farlo pervenire al giovane.
Oppresso dai debiti e rimasto senza fidanzata, Florindo è costretto a chiedere a Gandolfa di sposarlo; l'anziana donna, ben felice di avere un giovane marito, acconsente e gli promette anche una forte rendita. Questo causa la disperazione di Rosaura che, nascostasi in casa della zia, assiste all'intera conversazione; lo stesso Florindo comprende finalmente quanto egli ami la fanciulla, ma non può fare altro che sposare la vecchia. In quella arriva Pantalone, che dà a Florindo il denaro e lo caccia via; il giovane però gli chiede di custodire in sua vece il denaro, usandolo per pagare i debiti e lasciandogli solo il necessario per vivere: ha finalmente deciso di abbandonare per sempre il gioco. Sorpreso dal ravvedimento del giovane, Pantalone ritorna sulla sua decisione di annullare il matrimonio, e dà a Florindo un anno di tempo: se in capo a un anno egli non avrà mai più giocato, potrà sposare Rosaura. Florindo promette di tener fede a questo proposito.

## Poetica
Nella Venezia del Settecento il gioco era diffusissimo in ogni rango sociale: si giocava nelle case dei nobili e dei borghesi, nei caffè e nelle bische. Come esplicitato nella prefazione dello stesso Goldoni, l'autore si era proposto di assegnare a questa commedia, ricca di riferimenti autobiografici, il compito di un teatro esemplare che svegliasse dalla fascinazione del gioco, definito il peggiore dei vizi.
Il giuocatore ha sempre avuto un minor successo rispetto a tutte le altre opere di Goldoni. Nelle note di regia al suo allestimento del 2004, Giuseppe Patroni Griffi sostiene che il motivo è da ricercarsi nel fatto che in questa commedia tutti i buoni sentimenti sono banditi e l'autore si veste di nero raccontando di un libertino cattivo capace di tutto, senza scrupoli e senza sentimenti. Ma la forza della commedia è proprio questa: parlare onestamente di una malattia, quella del gioco, di non nascondere nulla e in questo modo di rendere lo spettatore partecipe del destino di Florindo.

## Rappresentazioni
- 2004 - Teatro Eliseo - Regia di Patroni Griffi - Scene Aldo Terlizzi - Con Franca Valeri (Gandolfa), Urbano Barberini (Florindo), Paolo Bessegato (Pantalone), Barbara Di Bartolo, Daneile Ferrari, Chiara Stoppa, Francesco Acquaroli